# Maltese Falcon
Il Maltese Falcon è una nave che utilizza la tecnologia DynaRig, costruita da Perini Navi a Tuzla, e commissionata dal suo primo proprietario, Tom Perkins. È uno degli yacht a vela più complessi e grandi del mondo, con una lunghezza di circa 88 m. La nave ha ceduto la bandiera delle Isole Vergini Britanniche nel 2008 ed è stata acquistata dalla Pleon Ltd, che l'ha destinata al noleggio.